# Ela Bhatt
Ela Ramesh Bhatt, född 7 september 1933 i Ahmedabad i Gujarat, död 2 november 2022 i Ahmedabad, var en indisk kvinnorätts- och arbetslivsaktivist som grundade Self-Employed Women's Association (SEWA), en fackförening för kvinnliga egenföretagare inom textilbranschen. Hon har fått många priser för sitt arbete för fattiga och utsatta kvinnor, bland annat Right Livelihood Award 1984.

## Biografi
Ela Bhatts far Sumantrai Bhatt drev en framgångsrik advokatfirma och hennes mor Vanalila Vyas var aktiv i kvinnorörelsen i delstaten Gujarat. Hennes farföräldrar arbetade med Mahatma Gandhi i icke-våldskampen för Indiens självständighet. Bhatt gick på gymnasium i Surat och tog en BA i engelska vid M.T.B. College år 1952. Två år senare tog hon examen i juridik vid Sir L.A. Shah Law College i Ahmedabad och fick en guldmedalj för sin uppsats i hinduisk rätt.

## Yrkesliv

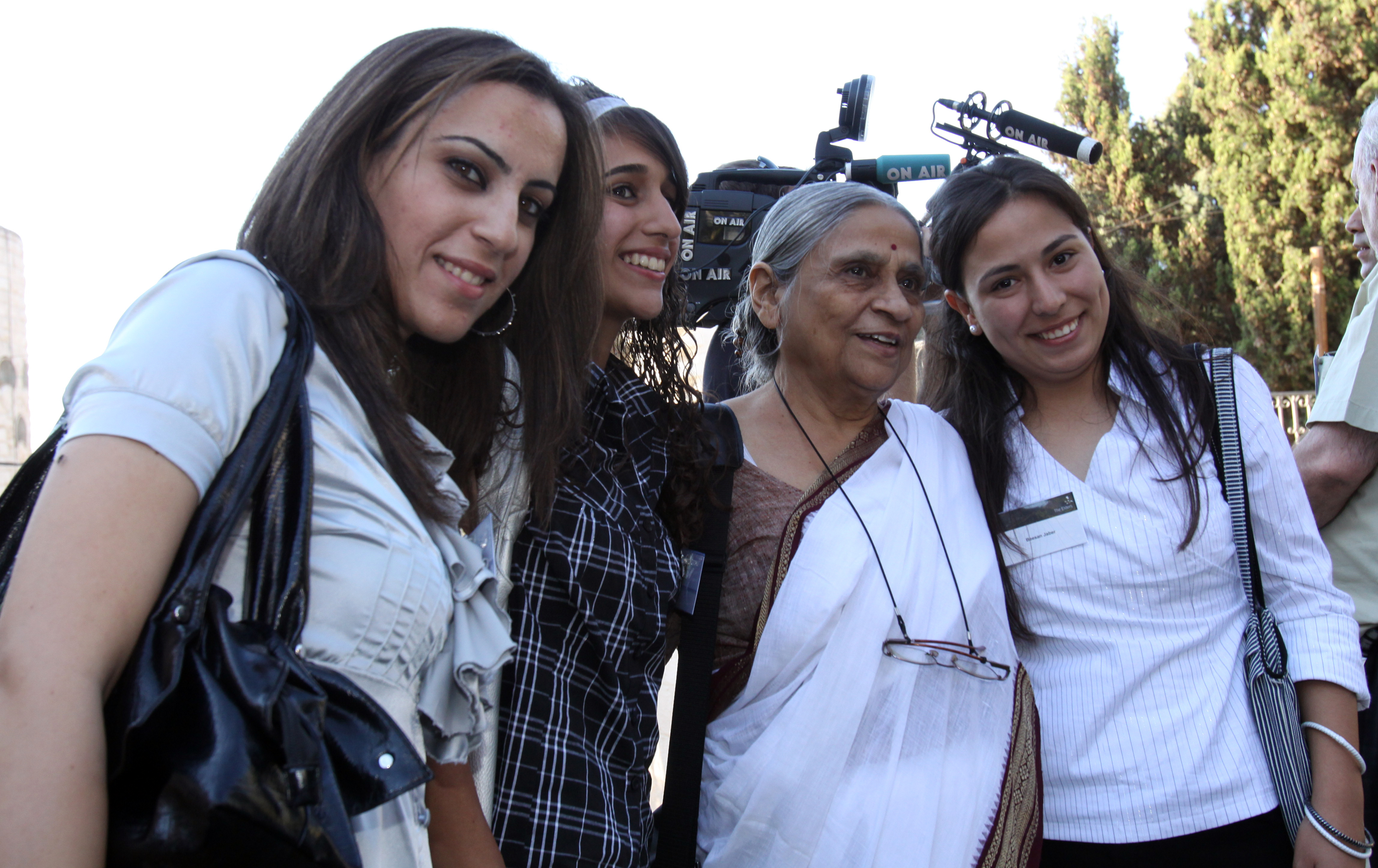
Ela Bhatt möter unga palestinska kvinnor i Ramallah

År 1955 blev Ela Bhatt tillfrågad om hon ville arbeta på den juridiska avdelningen vid Textile Labour Association (TLA), en organisation som Ghandi hade startat 1918. År 1968 gjorde hon en resa till Tel Aviv i Israel och studerade vid Afro-Asian Institute of Labor and Cooperatives i tre månader. Bhatt påverkades starkt av de tusentals kvinnor som arbetade i textilindustrin för att bidra till familjens försörjning. De var egenföretagare, men hade inga rättigheter och inget skydd. Fackföreningar fanns bara för industriarbetare.
| ”            | Vilka är ryggraden i varje ekonomi i Indien? Det är de fattiga! Ändå betraktas de inte som arbetare i landets statistik. De beskrivs som arbetslösa! | „ |
| – Ela Bhatt. | |   |

Enligt officiell statistik var 80 procent av Indiens kvinnor ekonomiskt aktiva, men stod utanför lagstiftningen. Dessa kvinnor behövde en organisation som tog hand om deras intressen. I samarbete med Arvind Buch, ordförande i TLA, började Bhatt planera för att organisera dessa kvinnor. 1972 bildades SEWA med Buch som ordförande. Bhatt var generalsekreterare från 1972 till 1996. Inom tre år hade SEWA 7000 medlemmar och 1995 var antalet medlemmar 218 700 och den största fackföreningen i Indien.
SEWA har också startat sin egen bank och bildat 71 kooperativ med i genomsnitt 1000 medlemmar vardera. 
Organisationen har kvinnor i olika yrken – kvinnor som annars varit åtskilda genom kast och religion.

## Styrelsearbete
- 1979 var Bhatt med i grundandet av Women's World Banking (WWB) och var dess ordförande 1980–1998.
- Ordförande för SEWA:s kooperativa bank.
- 2013, ordförande i Women in Informal Employment: Globalizing & Organizing (WIEGO)[b]
- 2013, styrelseledamot i Rockefeller Foundation.

## The Elders

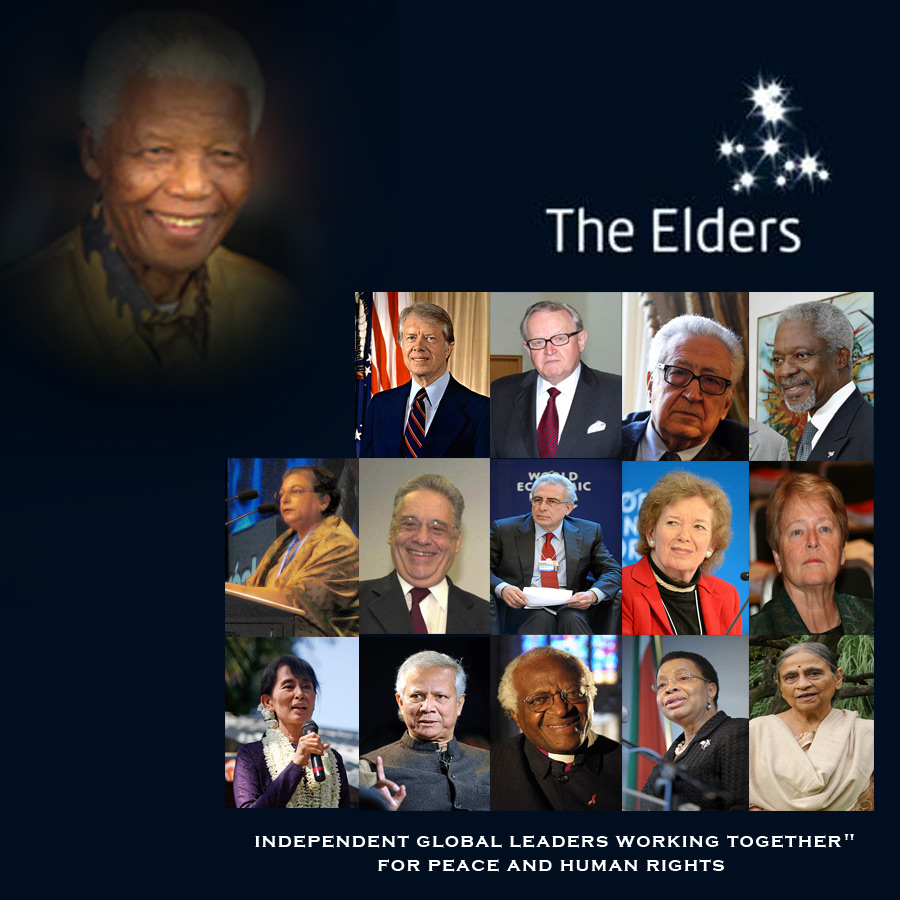
The Elders

Ela Bhatt har varit medlem i den internationella gruppen The Elders, bildad av Nelson Mandela 18 juli 2007. The Elders är en oberoende grupp av globala ledare som arbetar för fred och mänskliga rättigheter.
Ela Bhatt har särskilt engagerat sig i arbete för kvinnors rättigheter och mot barnäktenskap. Som anhängare av Gandhis icke-våldsprincip deltog hon i resor till Mellanöstern med The Elders delegationer, augusti 2009 och oktober 2010.
I november 2016 drog hon sig tillbaka från The Elders men kvarstod som Elder emerita.

## Priser och utmärkelser
- 1977 Ramon Magsaysay Award för ledarskap
- 1984 Right Livelihood Award
- 1986 Indiska regeringens orden Padma Bhushan
- 2001 Hedersdoktor vid Harvard University
- 2010 Niwano Peace Prize, ett japanskt fredspris
- 2011 Indira Gandhi Prize för fred och nedrustning

## Originalcitat
1. ↑  ”Who is the backbone of any economy in the country? It's the poor! Yet they are not recorded as workers in the national census. They are described as non-workers."
2. ↑   Nätverket för Kvinnor i informell sektor